# Aleya Hamrouni
Aleya Hamrouni (* 12. Dezember 1945) ist ein ehemaliger tunesischer Handballspieler.

## Biografie
Hamrouni gehörte bei den Olympischen Sommerspielen 1972 in München der tunesischen Handballauswahl an, die den 16. Platz belegte.
Mit Tunesien gewann er 1974 bei der ersten Austragung des Turniers die Afrikameisterschaft. In der heimischen Liga spielte er für Club Africain und wurde mehrfach tunesischer Meister und Pokalsieger.

## Erfolge

### Club Africain
- Tunesische Meisterschaft (3) 
  - Meister: 1965, 1968, 1970

- Tunesischer Pokalsieger (6)
  - Pokalsieger: 1964, 1965, 1966, 1967, 1968, 1969

### Nationalmannschaft
- Handball-Afrikameisterschaft der Männer (1)
  - Sieger: 1974